# Elecciones generales de Dominica de 1995

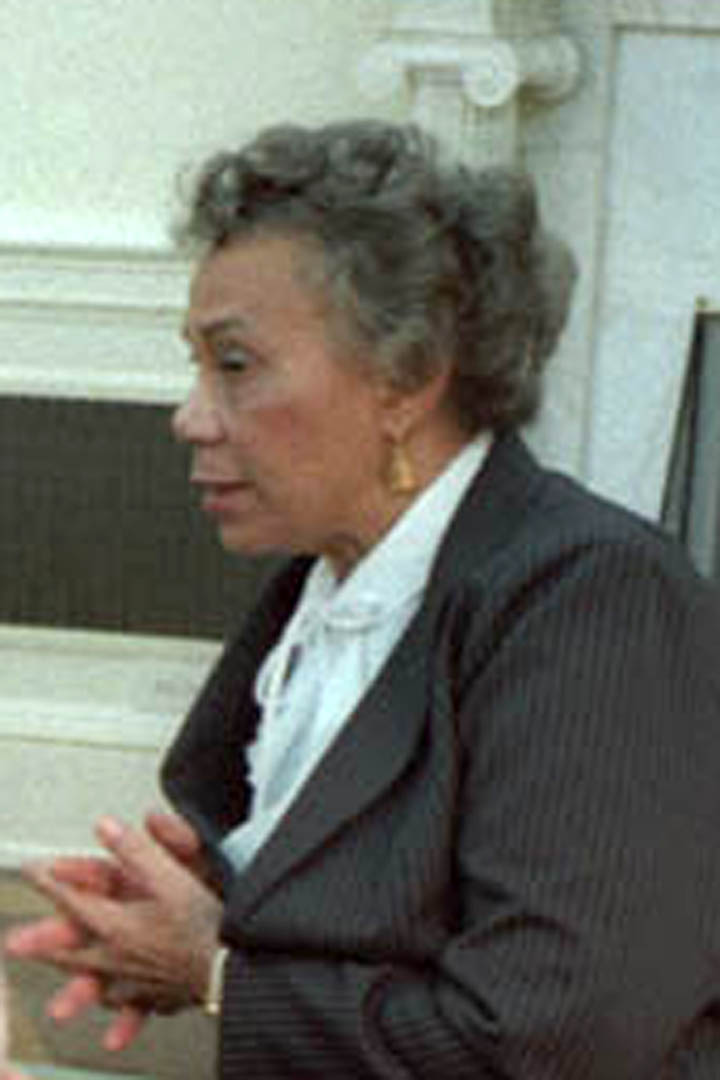
Dame Eugenia Charles, primera ministra de Dominica, en la Casa Blanca, 1995.

Elecciones generales tuvieron lugar en Dominica el 12 de junio de 1995. A pesar de que el Partido de la Libertad de Dominica recibió más votos, el Partido Unido de los Trabajadores obtuvo 11 de los 21 escaños disputados. La participación fue del 65,2%.

## Resultados
| Partido                            | Votos  | %    | Escaños | +/-   |
| ---------------------------------- | ------ | ---- | ------- | ----- |
| Partido de la Libertad de Dominica | 13,317 | 35.8 | 5       | -6    |
| Partido Unido de los Trabajadores  | 12,777 | 34.4 | 11      | +5    |
| Partido Laborista de Dominica      | 11,064 | 29.8 | 5       | +1    |
| Independentes                      | 29     | 0.1  | 0       | Nuevo |
| Votos blancos/nulos                | 376    | -    | -       | -     |
| Total                              | 37,563 | 100  | 21      | 0     |
| Fuente: Nohlen                     |        |      |         |       |